# Europeiska datatillsynsmannen
Europeiska datatillsynsmannen (engelska: European Data Protection Supervisor, EDPS) är en oberoende tillsynsmyndighet inom Europeiska unionen med uppgift att övervaka att unionens bestämmelser om skydd av personuppgifter följs av unionens egna institutioner, organ och byråer. Tillsammans med företrädare för de nationella tillsynsmyndigheterna ingår datatillsynsmannen i Europeiska dataskyddsstyrelsen.
Datatillsynsmannen utses av Europaparlamentet och Europeiska unionens råd i samförstånd för en period av fem år i taget. Denna period kan förnyas en gång.
Wojciech Wiewiórowski är datatillsynsman sedan den 20 augusti 2019. Europeiska datatillsynsmannen har sitt säte i Bryssel, Belgien.

## Historia
Europeiska datatillsynsmannen inrättades genom en förordning som antogs av Europaparlamentet och Europeiska unionens råd den 18 december 2000. Förordningen innehöll bestämmelser om skydd för enskilda då unionens institutioner och organ behandlade personuppgifter. Datatillsynsmannen inrättades som en oberoende tillsynsmyndighet med uppgift att övervaka och garantera tillämpningen av dessa bestämmelser. Inrättandet av datatillsynsmannen hade, i likhet med övriga delar av förordningen, sin rättsliga grund i artikel 286 i fördraget om upprättandet av Europeiska gemenskapen. Genom Lissabonfördraget, som trädde i kraft den 1 december 2009, ändrades den rättsliga grunden till artikel 16 i fördraget om Europeiska unionens funktionssätt.
Den 17 januari 2004 tillträdde Peter Hustinx som datatillsynsman tillsammans med Joaquin Delgado som biträdande datatillsynsman. Den 17 januari 2009 tillträdde Giovanni Buttarelli som ny biträdande datatillsynsman, medan Hustinx omvaldes för en andra mandatperiod. Deras mandatperioder sträckte sig fram till den 16 januari 2014. Den 4 december 2014 blev Buttarelli utsedd till datatillsynsman med Wojciech Wiewiórowski som biträdande datatillsynsman. Den 20 augusti 2019 avled Buttarelli och Wiewiórowski blev följaktligen tillförordnad datatillsynsman. Den 5 december 2019 utsåg Europaparlamentet och rådet Wiewiórowski till datatillsynsman för perioden från den 6 december 2019 till den 5 december 2024.
Den 27 april 2016 antog Europaparlamentet och rådet dataskyddsförordningen (GDPR) med en ny allmän ram för skydd av personuppgifter inom Europeiska unionen. Till följd av detta föreslog kommissionen den 23 oktober 2018 en ny förordning för behandling av personuppgifter vid unionens institutioner, organ och byråer i syfte att anpassa bestämmelserna till dataskyddsförordningen. Europaparlamentet och rådet antog förslaget till ny förordning den 23 oktober 2018, som bland annat innebar en reform av datatillsynsmannens uppgifter och befogenheter. Även posten som biträdande datatillsynsman avskaffades.

## Utnämningsförfarande
Europeiska datatillsynsmannen utses av Europaparlamentet och Europeiska unionens råd i samförstånd för en period av fem år, som kan förnyas en gång. Europeiska kommissionen ansvarar för att först utlysa tjänsten. Kommissionen tar därefter fram en offentlig förteckning med minst tre kandidater ”vars oberoende är ställt utom alla tvivel” och som ”har expertkunskap inom dataskydd och den erfarenhet och sakkunskap som krävs för att utöva uppdraget”. Europaparlamentet kan kalla kandidaterna till en utfrågning i sitt ansvariga utskott innan det tillsammans med rådet fattar beslut om vem som ska utses till ny datatillsynsman.
Datatillsynsmannen kan avsättas eller fråntas sina pensionsrättigheter av EU-domstolen på begäran av Europaparlamentet, rådet eller kommissionen om han eller hon inte längre uppfyller kraven för att få vara datatillsynsman eller har gjort sig skyldig till allvarlig försummelse.

## Ställning och arbetssätt
Europeiska datatillsynsmannen utför sina uppgifter och utövar sina befogenheter i fullständigt oberoende av andra organ. Datatillsynsmannen och dess personal får till exempel varken begära eller ta emot instruktioner av någon utomstående. Personalen utses av och lyder endast under datatillsynsmannen, utom de som ingår i Europeiska dataskyddsstyrelsens sekretariat och som därmed istället lyder under styrelsens ordförande. Datatillsynsmannen får inte själv utöva annan avlönad eller oavlönad yrkesverksamhet. Europaparlamentet och Europeiska unionens råd ansvarar för att datatillsynsmannen får tillräckliga medel genom unionens budget för att kunna fullgöra sina uppgifter, inklusive för att anställa nödvändig personal. Datatillsynsmannen är likställd med en domare vid EU-domstolen vad avser lön, pension och annan ersättning.
Handlingar vid Europeiska datatillsynsmannen omfattas av offentlighetsförordningen. Datatillsynsmannen och dess personal omfattas dock av tystnadsplikt vad avser konfidentiell information som kommer till deras kännedom under tjänsteutövningen. I övrigt regleras datatillsynsmannens arbetssätt av en arbetsordning.

## Funktioner och befogenheter
Europeiska datatillsynsmannen har omfattande uppgifter vad gäller skydd av personuppgifter. En av huvuduppgifterna är att övervaka och upprätthålla tillämpningen av unionens bestämmelser om skydd av personuppgifter vid unionens institutioner, organ och byråer, med undantag för EU-domstolen när den utövar sin rättskipande verksamhet. Datatillsynsmannen hanterar bland annat klagomål från registrerade om deras rättigheter enligt unionens dataskyddsbestämmelser. Datatillsynsmannen har även till uppgift att öka allmänhetens medvetenhet om risker, regler, skyddsåtgärder och rättigheter vad gäller behandling av personuppgifter. Datatillsynsmannen ger också rådgivning till unionens institutioner, organ och byråer i frågor som rör dataskydd. Därutöver tillhandahåller datatillsynsmannen ett sekretariat åt Europeiska dataskyddsstyrelsen och deltar i dess verksamhet.
Datatillsynsmannen har långtgående befogenheter, däribland utredningsbefogenheter, korrigerande befogenheter och befogenhet att utfärda tillstånd och ge råd. Datatillsynsmannen kan till exempel utföra utredningar i form av dataskyddstillsyn och begära tillgång till alla personuppgifter och all annan information som behövs för att fullgöra sina uppgifter. Därutöver kan datatillsynsmannen utfärda varningar och reprimander, avge förelägganden och påföra administrativa sanktionsavgifter. Till exempel kan datatillsynsmannen beordra rättelse, blockering, utplåning eller förstörelse av vissa personuppgifter. Ett alternativt tillvägagångssätt är att datatillsynsmannen anmäler klagomålet till berörda institutioner, organ eller byråer, eller till Europaparlamentet, rådet och kommissionen. Datatillsynsmannen har även möjlighet att hänskjuta ärenden till EU-domstolen eller intervenera i mål vid domstolen.
Varje år lämnar datatillsynsmannen en rapport till Europaparlamentet, rådet och kommissionen om sin verksamhet. Rapporten offentliggörs även för allmänheten.